# 偽情報
偽情報（にせじょうほう、英語: disinformation）は、虚偽情報の拡散・情報改竄・情報の抹消行為などで敵・標的の認知を変容させる情報戦の一種。 古くから用いられてきた戦術であるもの、特にインターネットの普及後は規模や影響力も拡大している。逆情報とも言われる。
意図的に広められる虚偽もしくは不正確な情報、偽造された文書、原稿及び写真の流布、あるいは悪意のある噂や捏造されたインテリジェンスを広めることが含まれる。偽情報を誤報と混同してはいけない。誤報は過失て間違った情報が広まったものである。

## 概要
諜報あるいはミリタリー・インテリジェンスにおいては、偽情報は敵の立場あるいは行動方針に応じて敵を間違った方向に誘導するために意図的に広められる。政治においては偽情報は、相手側を研究することにより明かされた候補者の弱点をもとにした、いかがわしい虚偽の発言を流布して、政敵への有権者の支持をそらすための意図的な試みである。両方の分野とも、偽情報ということには実際の情報は利用できないように歪曲されるということが含まれる。
商業や行政においても偽情報の技術は競争相手の地位を徐々に弱めることを望むグループにより使用されることがある。誰かに虚偽を納得させるのは、現実には詐欺と明白な虚偽の言葉である。粉飾決算は上場企業会計改革および投資家保護法の制定を導いた偽情報戦略とも考えられる。
感情的な支持を求めるために意図される伝統的なプロパガンダや「大きな嘘」の技術とは異なり、偽情報は対抗的で不都合な情報の信頼性を落とすこと、あるいは間違った結論を支持することによって理性的な水準の観衆を操るように意図される。
あるグループがそれだけの影響力を持っている場合には事実を隠蔽する技術、つまり検閲も行われる。情報の経路を完全に閉鎖することができない場合、その経路を偽情報で満たし、簡単に反証が容易な程度のウソの主張を大量に組み合せることで効果的にその経路のS/N比（正確さ）を低下させ相手の信頼性を落として、役に立たなくすることができる。
一般の偽情報手法は、若干の事実に虚偽の結論とウソが入った観察の両方を併せるか、それが全てあるように事実の一部を見せることである（後者はリミテッド・ハングアウトと呼ばれる）。
冷戦により偽情報が軍事的かつ政治的な戦術であることの認識が生れた。軍事的な偽情報技術は、ウラジーミル・ボルコフによって説明されている。

## 偽情報の実例
冷戦時代のソ連および衛星諸国による偽情報戦略を告発した書籍として、亡命した元ルーマニア秘密警察中将イオン・ミハイ・パチェパの「Disinformation」がある。2019年頃の偽情報の実例として、アメリカ合衆国やEU諸国での選挙戦に関するフェイクニュースの拡散や、SNSでの世論形成、新型コロナウイルスにまつわる陰謀論の流布等ある。

### D-Day
偽情報の代表的な例は第二次世界大戦の期間にあり、D-Dayに先行したフォーティテュード作戦においてである。イギリス情報部は非常に大規模の侵攻軍がイングランドのケントからイギリス海峡を越えようとしているとドイツ軍に信じさせている。実際は、橋頭堡の構築を成すためのノルマンディー上陸が主な目的であり、それはドイツ司令部の派兵躊躇のため、より容易となった。

### アメリカ合衆国関連による偽情報
1957年CIAはウラル核惨事について知るが、その情報が公的に発表されなかったのは、ソ連の核事故が話題になることで米国の核施設近くで生活している人々の間に懸念が生じかねないためCIAが躊躇したことによる。

1986年、米国国家安全保障問題担当大統領補佐官のジョン・ポインデクスターはリビアのカッザーフィー大佐を揺るがすため、二国間の切迫した対立についての記事を国外報道に渡すことによる「偽情報計画」をロナルド・レーガン大統領に提出した。しかし、虚偽の情報は最終的にウォールストリート・ジャーナルの知るところとなる。これは意図しない副産物という意味で当該分野で”ブローバック”として知られる現象である。

#### イラク戦争
2003年3月、イラク戦争が勃発するが、イラク攻撃とフセイン政権転覆は安保理決議を根拠とする以前に既定の方針だった事が、当時の高官達により暴露され始めている（イラク戦争#ブッシュ政権の戦争計画・情報操作疑惑）。

### ソ連関連による偽情報
上級SVR官僚のセルゲイ・トレチャコフはピート・アーリイにKGBが偽情報として「核の冬の神話をつくった」と主張したが（詳細はセルゲイ・トレチャコフを参照）、アーリイはそのことを認めることは不可能と言い、そして引続いた研究はさらに進歩した気候モデルを使い、その仮説を支持し続けている。
アメリカ合衆国に対するソビエトの偽情報ではないかという疑惑がある事例には他にも以下のものを含めていくつかある。
- ゲンリヒ・ボロヴィク（英語版）をふくむ幾人かのソビエトのエージェントとの会談を持った作家のマーク・レイン（英語版）を通しての虚偽のケネディ暗殺事件説（英語版）の喧伝。レインはこの疑惑を否定している。
- PONTというコードネームを持った歴史家のフィリップ・エイジー（英語版）を利用したCIAの信用失墜活動。
- 政府助成金をひそかに受けていた「アンクル・トム」のように描写している出版物を発行することによってマーティン・ルーサー・キング・ジュニアの評判を落す企み。その時期、市民権のためのキングの運動はソビエト連邦によって称賛され、そして彼はFBIの防諜計画委員会による偽情報活動の対象であった。[From Civil Rights to Human Rights: Martin Luther King Jr. and the Struggle for Economic Justice. By Thomas F. Jackson ISBN 978-0-8122-3969-0], .
- クー・クラックス・クランからの偽手紙の郵送、「ニューヨークの黒人区画」に爆発物設置 (operation PANDORA) 、およびマーティン・ルーサー・キング・ジュニアの暗殺が米国政府によって計画されたという陰謀説の喧伝によりアメリカ合衆国内における人種間の緊張の高まりが扇動された。
- エイズウイルスがフォート・デトリックにおいて米国の科学者によって製造されたという作り話はロシア生まれの生物学者ジェイコブ・シーガル（英語版）によって広げられた。

### イスラエル関連による偽情報
- 元イスラエル諜報特務庁要員のビクター・オストロフスキー（英語版）は、モサドが1986年の西ベルリンのディスコ爆破（英語版）について米国がリビアを非難するようにうまく偽情報技術を使用したと主張している。

### OKサインと白人至上主義
2017年ごろに、欧米の大手インターネット掲示板「4chan」で、リベラルをからかうために「人差し指と親指で円形を作り、中指・薬指・小指を伸ばすOKサインは白人至上主義の象徴である」という偽情報がつくった。これが出回り、メディアが取り上げた以降、「OKサインは白人至上主義・レイシズムの象徴である」という考えは本格的に広がり、2019年頃には一部の場面では禁止されることとなった。実際にヘイトスピーチやヘイトクライムなどを行う白人至上主義への支持表明のジェスチャーとして使われ始めたことで、2019年9月頃には反差別を掲げるユダヤ系団体「名誉毀損防止連盟（ADL）」は、OKサインを「ヘイトのシンボル」としてデータベースに追加されている。シカゴにあるオークパーク・アンド・リバーフォレスト高校が、一部の生徒のOKサインのポーズを理由に2018年度の卒業アルバムを作り直すと発表した。そたれでも同高校の責任者であるジョイリン・プルイットアダムズは、生徒たちが白人至上主義への同調を理由にしたポーズではないと述べた。

## 偽情報を広めるための戦略

### 偽情報攻撃
偽情報の拡散の仕方に関する研究論文は増加している。こうした研究によると、ソーシャルメディアにおける偽情報の拡散は、大きく分けてシーディング（seeding）とエコーイング（echoing）の2つの段階に分類できる。「シーディング」とは、悪意のある行為者がフェイクニュースなどの嘘を戦略的にソーシャルメディアのエコシステムに挿入する手法であり、「エコーイング」とは、参加者がしばしば対立的な作り話に偽情報を組み込むことにより、自身の意見として論争の一部に偽情報を組み込んで拡散する手法である。

### インターネット操作
研究により、オンライン上のシーディングには主に以下の4種類の手法があることが示されている。
1. 選択的な検閲
2. 検索ランキングの操作
3. ハッキングとリリース
4. 偽情報の直接的な共有

### オンライン広告技術の活用
偽情報は、オンライン広告、特にリアルタイム入札システムの機械間インタラクションで不正行為を行うことで、オンライン上で増幅されている。オンライン広告技術は、ユーザー生成コンテンツおよびフェイクニュースの金銭的インセンティブと収益化により、偽情報を増幅するために使用されてきた。オンライン広告市場に対する監視は緩いため、政治広告のためのダークマネーの使用など、偽情報を増幅するために利用される可能性がある。